# Энник, Леон
Леон Энник (фр. Léon Hennique; 4 ноября 1850 или 4 ноября 1851, Бас-Тер — 25 декабря 1935, Париж) — французский писатель, представитель натурализма. Президент Гонкуровской академии (1907—1912). Ему посвящён рассказ Ги де Мопассана La Rempailleuse.

## Биография
Родился в Бас-Тере, Гваделупа, в семье офицера морской пехоты Агатона Эннике. Изучал живопись; после Франко-прусской войны 1870 года и публикации совместного с Эмилем Золя и ещё шестью авторами сборника «Les Soirées de Médan» высмеивающего войну, посвятил себя литературе и стал драматургом и романистом. Альфонс Доде после прочтения новеллы Un Caractère назвал его «изысканным писателем». Был другом Эмиля Золя, но прекратил общение после дела Дрейфуса. Принимал активное участие в основании Гонкуровской академии, пост президента которой занимал с 1907 по 1912 год. Кавалер ордена Почётного легиона с 1895 года, офицер в 1908 году и командор в 1932 году.
Умер в Париже, 25 декабря 1935 года; похоронен в Рибмоне. Отец поэтессы-символистки Николетт Энник.